# Prästen
Prästen är en svensk dramafilm från 1914 i regi av Victor Sjöström. 

## Om filmen
Filmen premiärvisades 16 januari 1914 på biograf Röda Kvarn i Stockholm. Filmen spelades in vid Svenska Biografteaterns ateljé på Lidingö med exteriörer förmodligen från stockholmstrakten av Hugo Edlund. 

## Rollista
- Egil Eide – Präst
- Clara Pontoppidan – Maria, torparflicka
- William Larsson – Hennes far, torpare
- Richard Lund – Godsägare
- Justus Hagman – Äldre präst
- Carlo Wieth – Frans
- Karin Alexandersson
- Jenny Tschernichin-Larsson
- Victor Arfvidson
- Anders Bengtsson
- Anna Thorell
- Anna Bodén
- Carl Borin
- Hedvig Nenzén